# Raimond Aumann
Raimond Aumann (* 12. října 1963, Augsburg, Západní Německo) je bývalý německý fotbalový brankář a reprezentant, mistr světa z roku 1990.

## Klubová kariéra
- FC Augsburg (mládež)
- FC Bayern Mnichov (mládež)
- FC Bayern Mnichov 1982–1994
- Beşiktaş JK 1994–1995

## Reprezentační kariéra
V A-mužstvu Západního Německa debutoval 6. 9. 1989 v přátelském utkání v Dublinu proti reprezentaci Irska (remíza 1:1). Celkem nastoupil v letech 1989–1990 v západoněmeckém národním mužstvu ve čtyřech zápasech.
Byl členem vítězného západoněmeckého týmu na MS 1990 v Itálii, ale nezasáhl do žádného utkání na šampionátu.